# 카메룬의 재외공관 목록

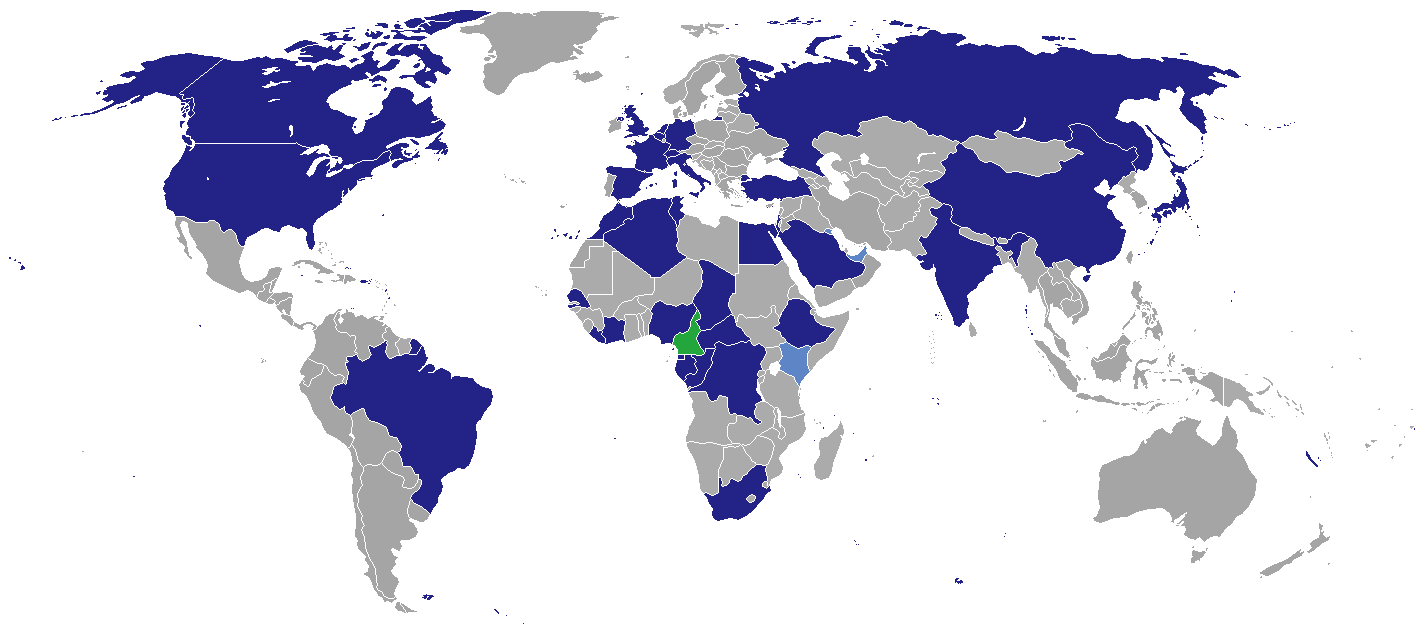
카메룬의 재외공관

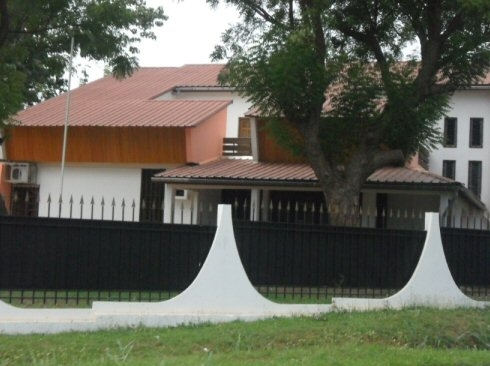
방기 주재 카메룬 대사관

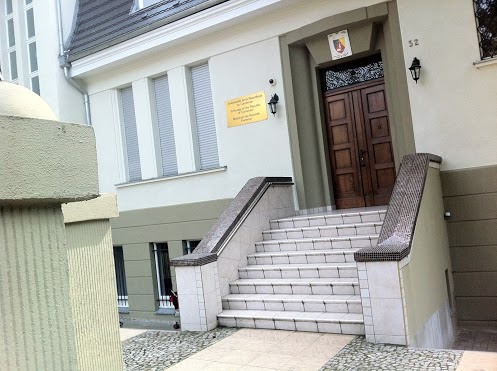
베를린 주재 카메룬 대사관

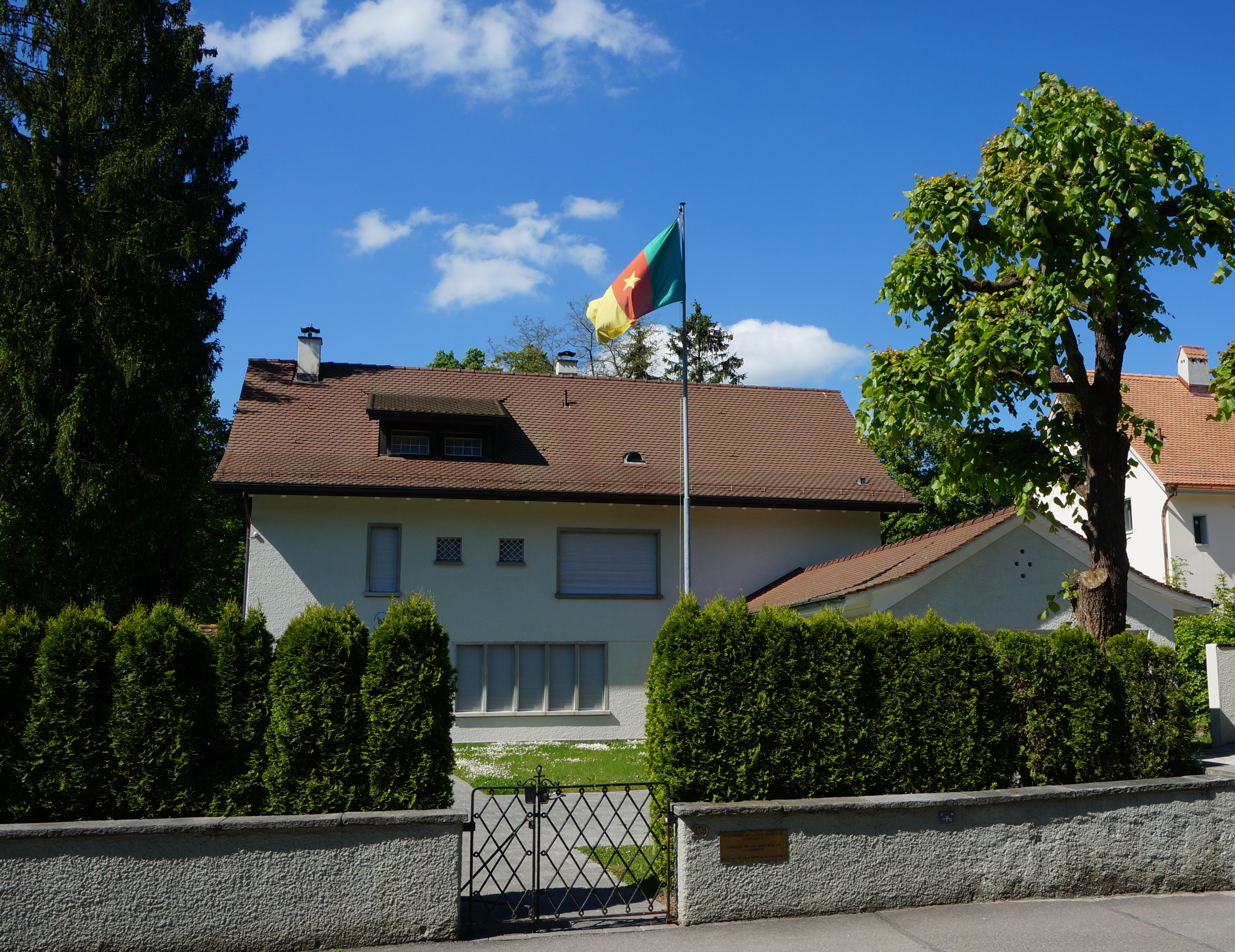
베른 주재 카메룬 대사관

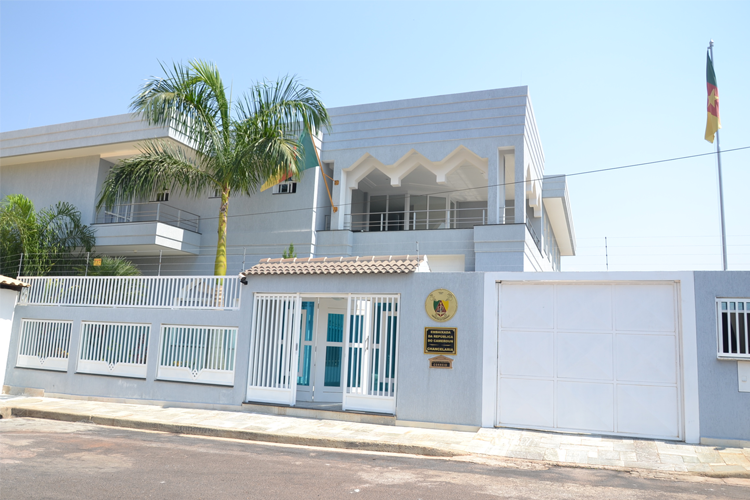
브라질리아 주재 카메룬 대사관

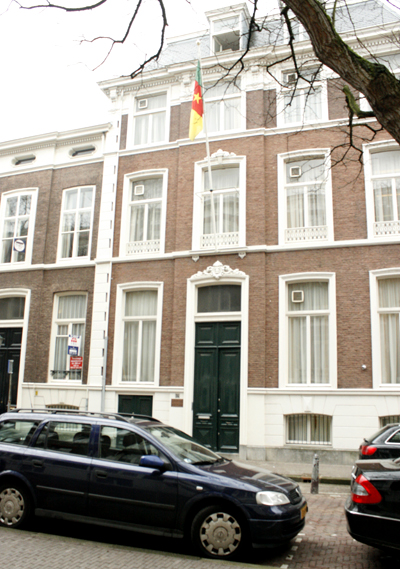
헤이그 주재 카메룬 대사관

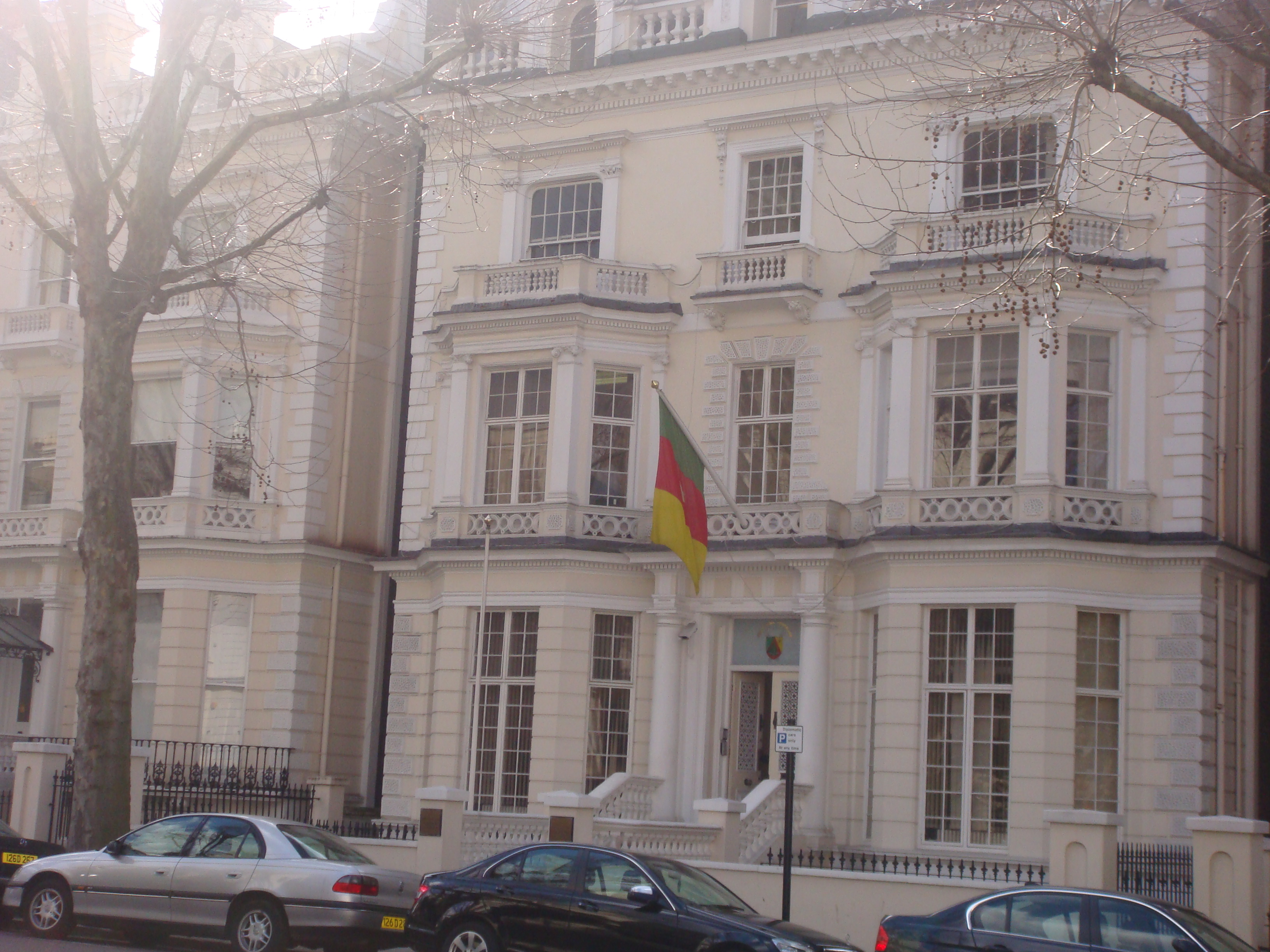
런던 주재 카메룬 고등판무관 사무소

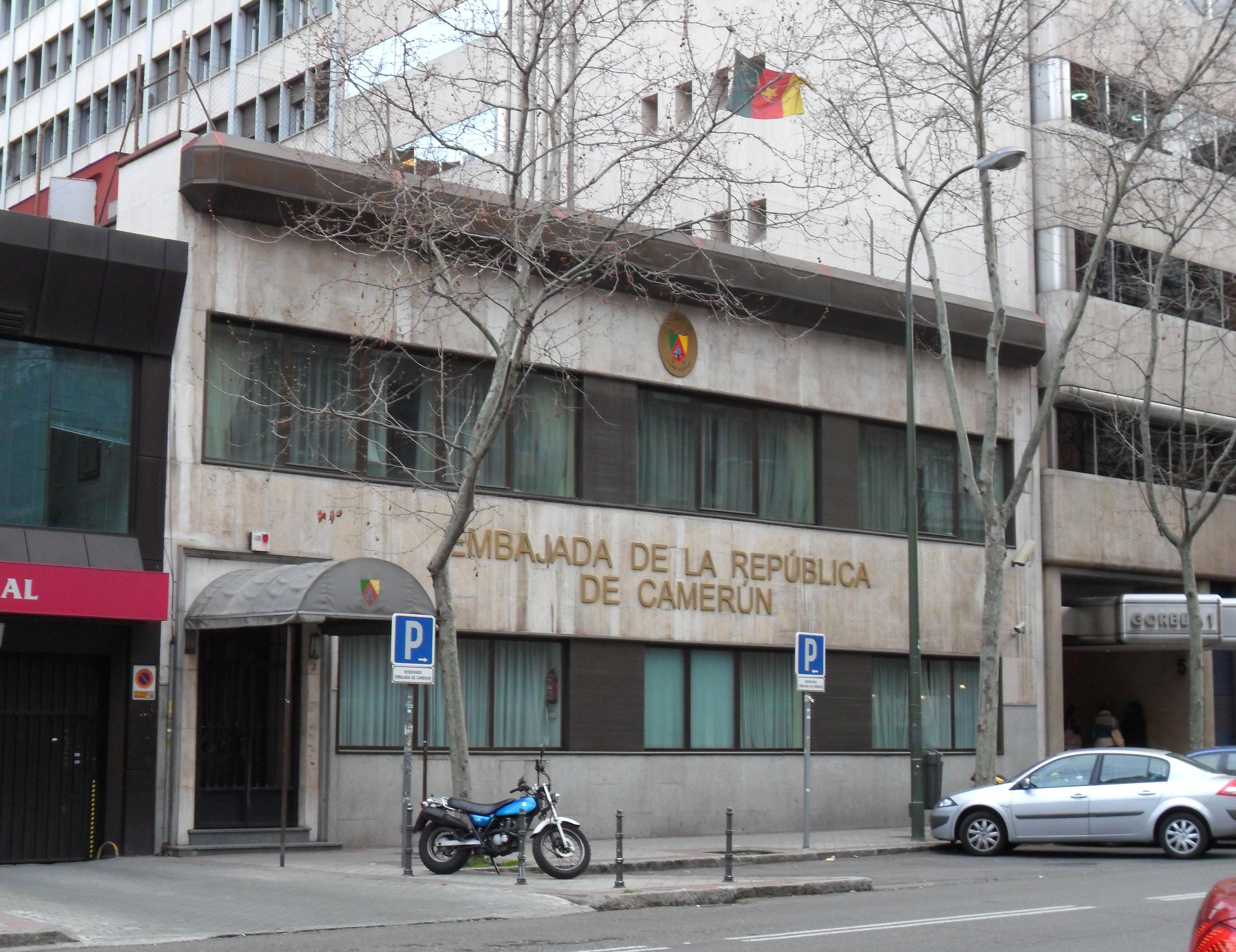
마드리드 주재 카메룬 대사관

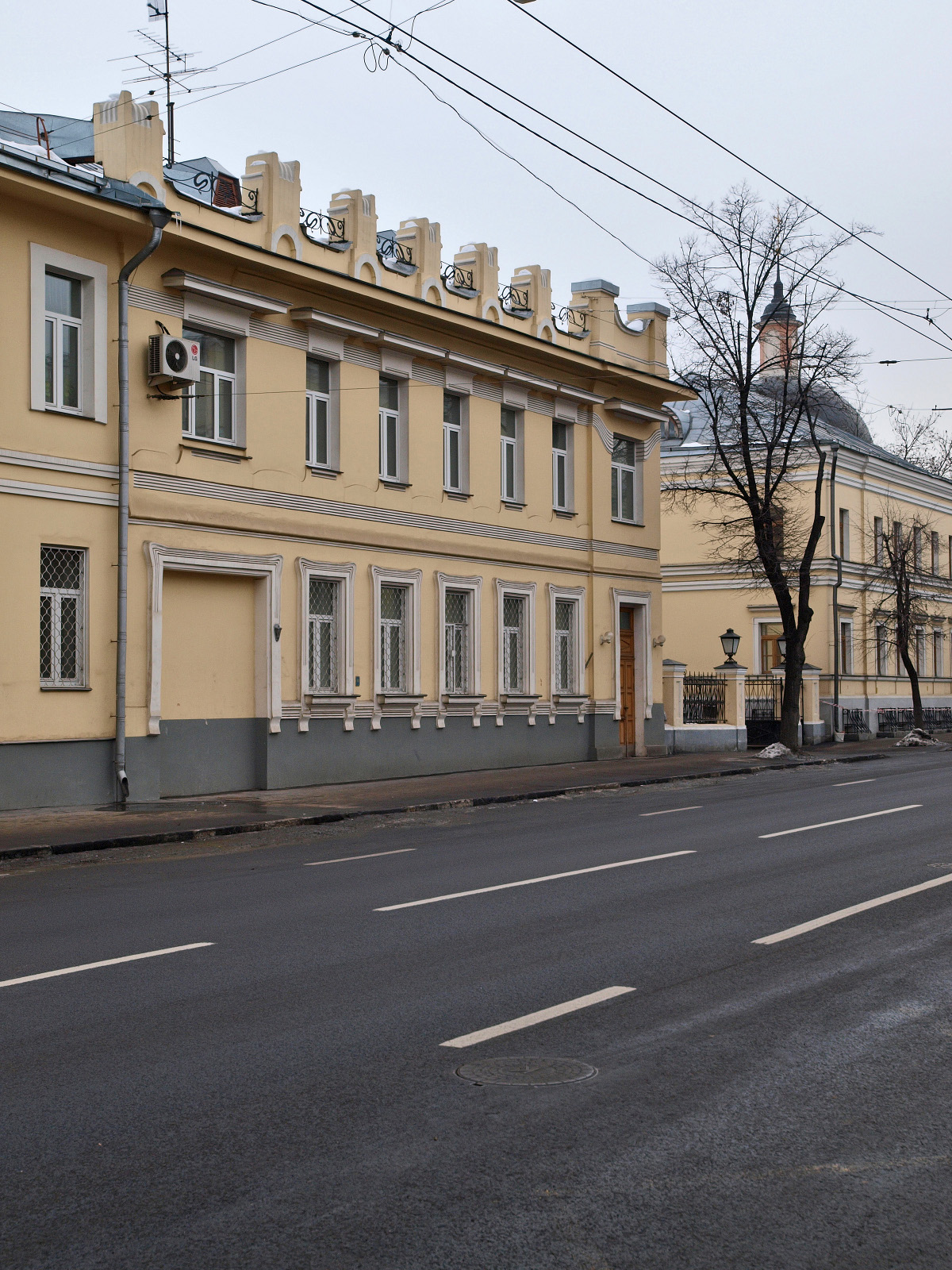
모스크바 주재 카메룬 대사관

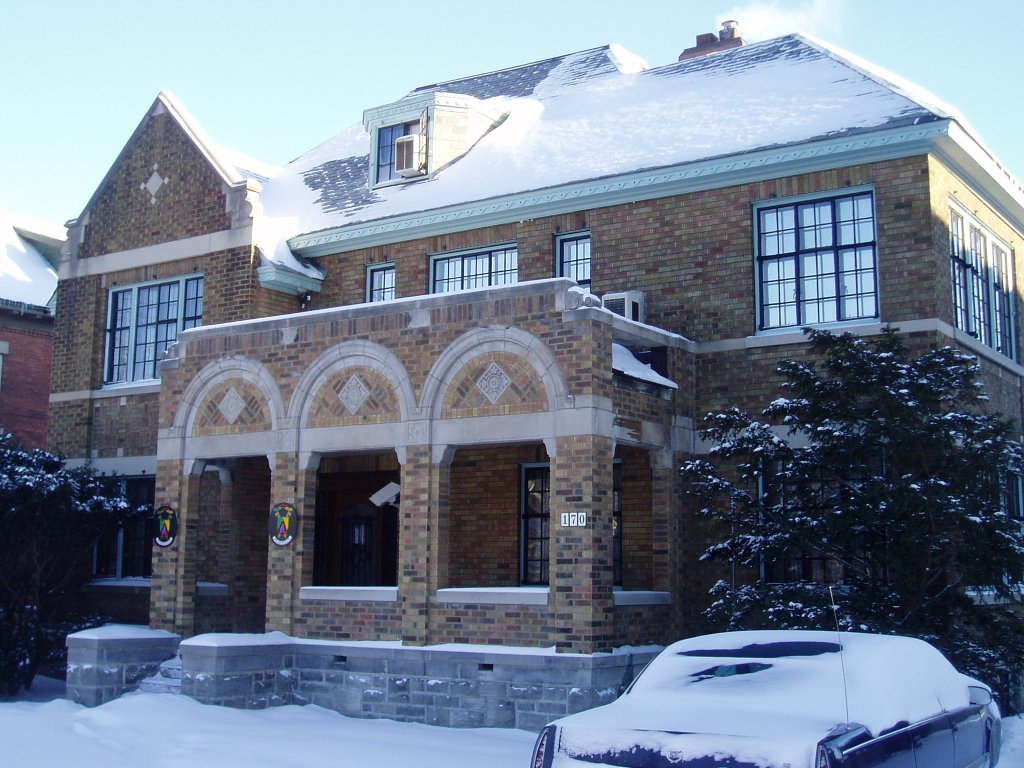
오타와 주재 카메룬 고등판무관 사무소

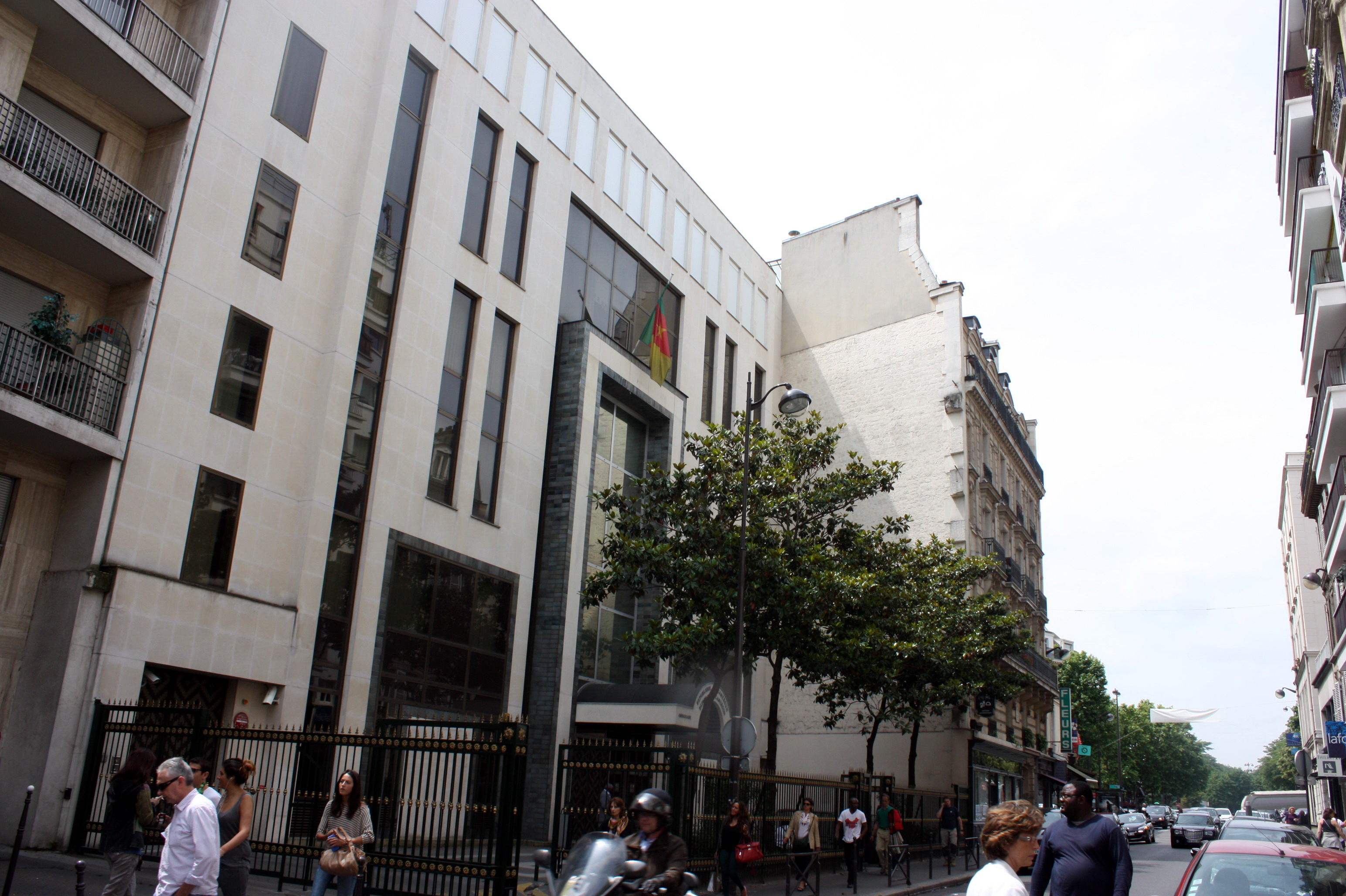
파리 주재 카메룬 대사관

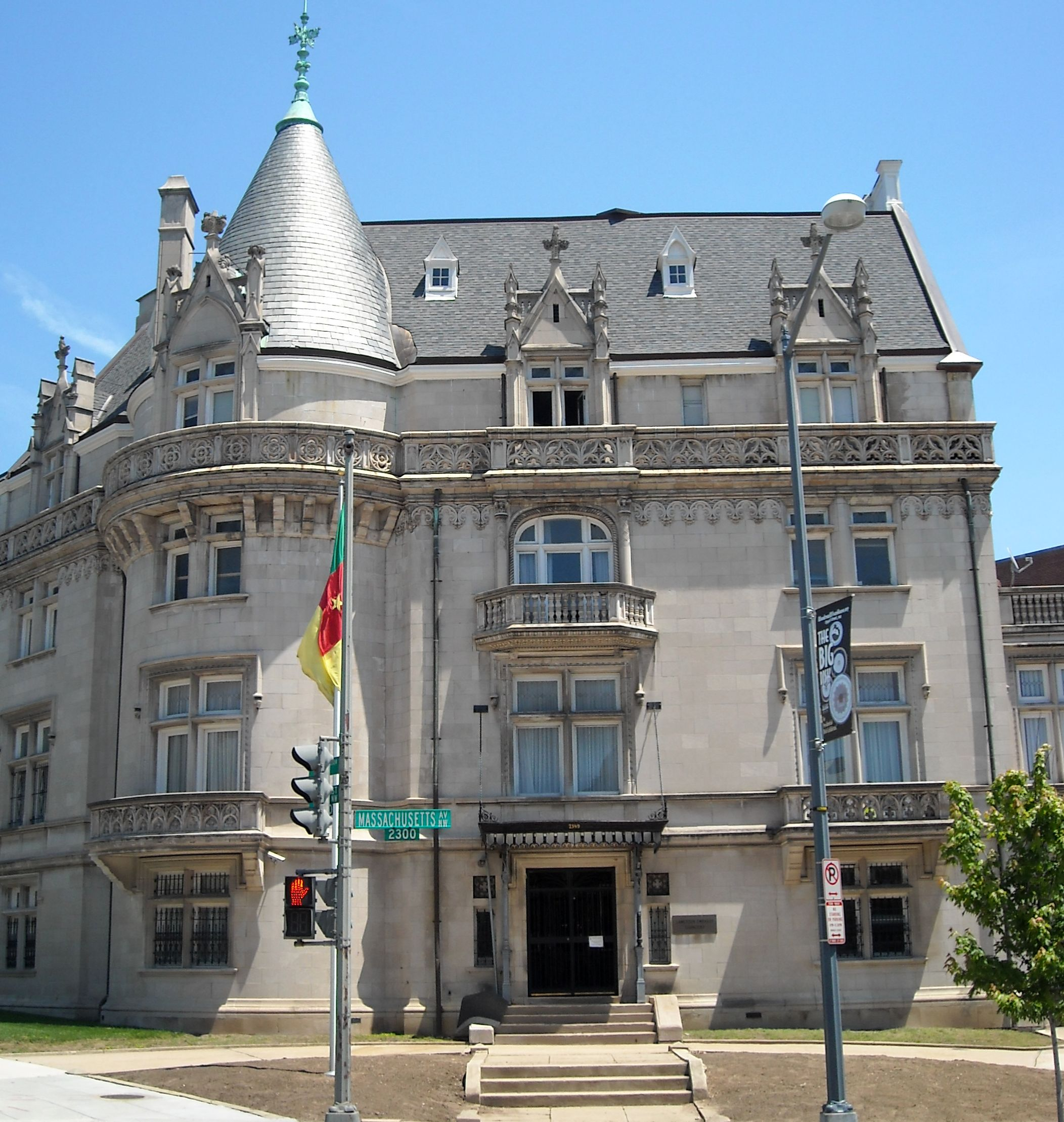
워싱턴 D.C. 주재 카메룬 대사관

카메룬의 재외공관 목록은 카메룬 주재 대사관과 고등판무관 사무소를 각국에 상주시켜 놓는 것을 의미하며 카메룬의 재외공관을 나열한 목록이다.

## 아프리카
- 알제리 : 알제 (대사관)
- 중앙아프리카 공화국 : 방기 (대사관), 부아르 (영사관)
- 차드 : 은자메나 (대사관)
- 콩고 공화국 : 브라자빌 (대사관)
- 코트디부아르 : 아비장 (대사관)
- 콩고 민주 공화국 : 킨샤사 (대사관)
- 이집트 : 카이로 (대사관)
- 적도 기니 : 말라보 (대사관), 바타 (영사관)
- 에티오피아 : 아디스아바바 (대사관)
- 가봉 : 리브르빌 (대사관)
- 라이베리아 : 몬로비아 (대사관)
- 모로코 : 라바트 (대사관)
- 나이지리아 : 아부자 (고등판무관 사무소), 칼라바르 (영사관)
- 세네갈 : 다카르 (대사관)
- 남아프리카 공화국 : 프리토리아 (고등판무관 사무소)
- 튀니지 : 튀니스 (대사관)

## 아메리카
- 브라질 : 브라질리아 (대사관)
- 캐나다 : 오타와 (고등판무관 사무소)
- 미국 : 워싱턴 D.C. (대사관)

## 아시아
- 중화인민공화국 : 베이징시 (대사관)
- 이스라엘 : 텔아비브 (대사관)
- 일본 : 도쿄도 (대사관)
- 사우디아라비아 : 리야드 (대사관), 지다 (총영사관)

## 유럽
- 벨기에 : 브뤼셀 (대사관)
- 프랑스 : 파리 (대사관), 마르세유 (영사관)
- 독일 : 베를린 (대사관)
- 바티칸 시국 : 바티칸 시국 (대사관)
- 이탈리아 : 로마 (대사관)
- 네덜란드 : 헤이그 (대사관)
- 러시아 : 모스크바 (대사관)
- 스페인 : 마드리드 (대사관)
- 스위스 : 제네바 (대사관)
- 영국 : 런던 (고등판무관 사무소)

## 개설 예정국
- 대한민국 : 서울특별시 (대사관)

## 대표부
- EU 카메룬 정부 대표부 : 브뤼셀
- UN 카메룬 정부 대표부 : 뉴욕, 제네바
- UNESCO 카메룬 정부 대표부 : 파리
- FAO 카메룬 정부 대표부 : 로마
- 국제 민간 항공 기구(ICAO) 카메룬 정부 대표부 : 몬트리올